# Oligotoma hollandia
Oligotoma hollandia is een insectensoort uit de familie Oligotomidae, die tot de orde webspinners (Embioptera) behoort. De soort komt voor in Nieuw-Guinea.
Oligotoma hollandia is voor het eerst wetenschappelijk beschreven door Ross in 1948.